# Vila Nova (Cosmorama)
Vila Nova é um povoado do município brasileiro de Cosmorama, no interior do estado de São Paulo.

## História

### Origem
O povoado de Vila Nova foi fundado nas terras da antiga Fazenda Nova, no município de Tanabi. Em 1948 passou a pertencer ao município de Cosmorama.

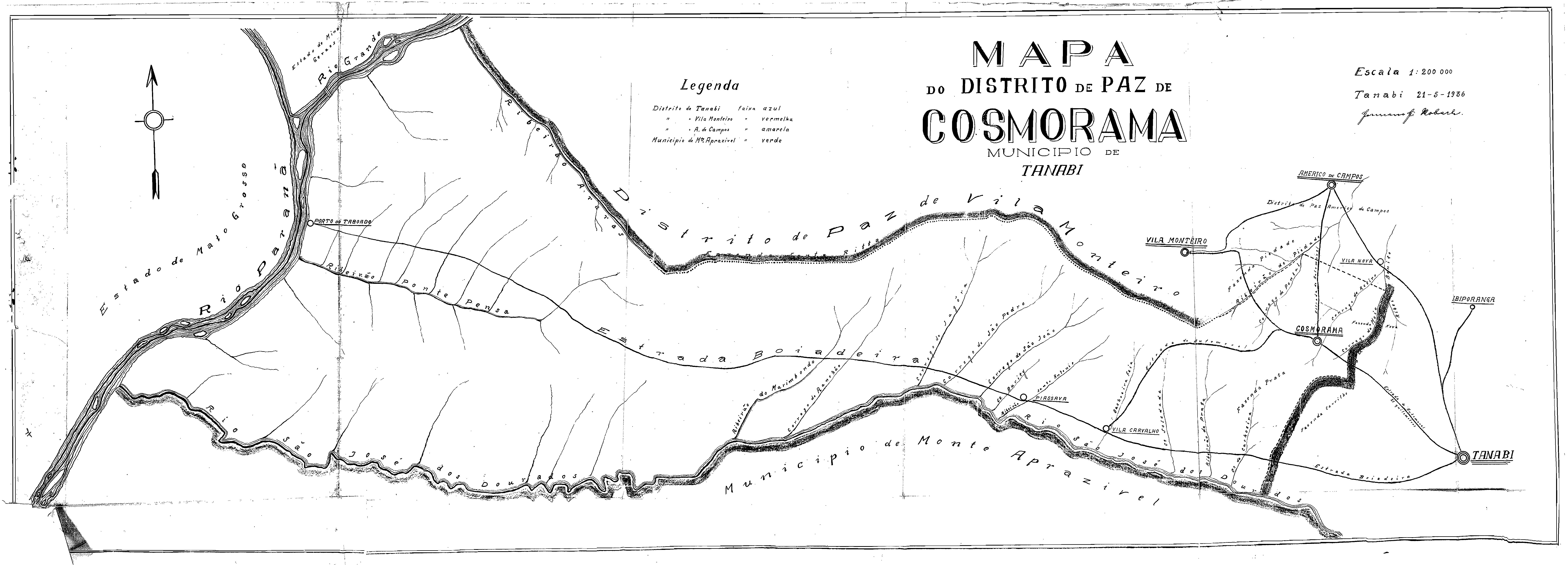
Mapa do distrito de Cosmorama em 1936, mostrando o povoado de Vila Nova, que ainda pertencia à Tanabi.

### Formação administrativa
- Distrito policial de Vila Nova, criado por decreto de 07/01/1930 no município de Tanabi[4][5].

## Geografia

### Área urbana
No Censo 2022 (IBGE) Vila Nova era classificado pelo IBGE como povoado:
- área urbana: 191 299 m²
- total de domicílios: 154

### Demografia

#### População urbana
| Crescimento população urbana | Crescimento população urbana | Crescimento população urbana | Crescimento população urbana |
| Censo                        | Pop.                         |                              | %±                           |
| ---------------------------- | ---------------------------- | ---------------------------- | ---------------------------- |
| 1991                         | 205                          |                              | —                            |
| 2000                         | 273                          |                              | 33,2%                        |
| 2010                         | 430                          |                              | 57,5%                        |
| 2022                         | 250                          |                              | −41,9%                       |
| Fonte: IBGE e Fundação SEADE |                              |                              |                              |

### Rodovias
O povoado possui acesso à Cosmorama, Américo de Campos, Tanabi e Ibiporanga através de estradas vicinais.

## Serviços públicos

### Saneamento
O serviço de abastecimento de água é feito pela Prefeitura Municipal de Cosmorama.

### Energia
A responsável pelo abastecimento de energia elétrica é a Neoenergia Elektro, antiga CESP.

### Telecomunicações
O povoado era atendido pela Telecomunicações de São Paulo (TELESP), que inaugurou a central telefônica utilizada até os dias atuais. Em 1998 esta empresa foi vendida para a Telefônica, que em 2012 adotou a marca Vivo para suas operações.

## Religião
O Cristianismo se faz presente no povoado da seguinte forma:

### Igreja Católica
- A igreja faz parte da Diocese de Votuporanga[14].

### Igrejas Evangélicas
- Congregação Cristã no Brasil[15].